# کره‌ای‌های ساخالین
کره‌ای‌های ساخالین (انگلیسی: Sakhalin Koreans) شهروندان روسی و ساکنان کره‌ای‌تبار ساکن جزیره ساخالین هستند، که می‌توانند ریشه خود را در مهاجران از استان جئونسانگنام و استان جولا، کره (کشور) در اواخر دهه ۱۹۳۰ و اوایل دهه ۱۹۴۰، نیمه دوم استعمار ژاپن بر کره جستجو کنند.